# Vestfold
Vestfold ou Folde Ocidental é um dos 15 condados da Noruega, com 2 224 km² de área e 239 907 habitantes.           
Está situado na margem ocidental do fiorde de Oslo, e faz fronteira com os condados de Buskerud e Telemark.       

Em 2020, foi integrado no novo condado de Vestfold og Telemark, criado pela fusão dos antigos condados de Telemark, e Vestfold.
Em 1 de janeiro de 2024, o condado de Vestfold og Telemark foi dissolvido, e Vestfold e Telemark passaram a ser condados próprios.

## Comunas
- Andebu
- Horten
- Hof
- Holmestrand
- Lardal
- Larvik
- Nøtterøy
- Re
- Sande i Vestfold
- Sandefjord
- Stokke
- Svelvik
- Tjøme
- Tønsberg

Notas:
- Em 1 de janeiro de 2002, as antigas comunas de Ramnes e Våle foram unidas, formando a comuna de Re.
- Em 1 de junho de 2002, a comuna de Borre passou a se chamar Horten.